# Кипуча
Кипу́ча — вузлова вантажно-пасажирська залізнична станція Луганської дирекції Донецької залізниці на перетині двох ліній Дебальцеве — Родакове та Кипуча — Овраги між станціями Мануїлівка (6 км) та Комунарськ (8 км). Розташована у місті Кипуче Перевальського району Луганської області.

## Історичні відомості
Стація виникла у 1878 році. Назва станції Кипуча походить від того що рудники били ключем. Поруч зі станцією також протікала річка Кипуча.
У 1915 році Російське товариство Червоного хреста координувала лазарети Максимівського та Катеринівського рудників. Обидва мали десять ліжок. Облаштування було здійснено коштом Всеросійського земського союзу.
Біля станції Кипуча у 1926–1927 роках знаходились три кар'єри з видобування вапняку: кар'єр Ф. І. Уголева, Куряний та Дерезовий кар'єри заводу імені Ворошилова.
На території станції у 1943 році нацистами був створений трудовий табір для жінок і дітей району, працю в'язнів нацисти використовували на будівництві оборонних споруд. Також неподалік від станції діяв окремий концентраційний табір для військовополонених та цивільного населення, в якому утримувалося до 2000 осіб.
12 квітня 2013 року на фасаді будівлі вокзалу встановлена меморіальна дошка з нагоди пам'яті про трудовий табір для жінок та дітей. Текст напису: У 1943 р., під час нацистської окупації області, на станції діяв трудовий табір для жінок та дітей. Працю в'язнів використовували на будівництві оборонних споруд. Дошку встановлено 12 квітня 2013 року за кошти МГО "МФ «Взаєморозуміння і толерантність».

## Пасажирське сполучення
Після початку війни транспортне сполучення припинене Україною, водночас окупаційна адміністрація заявляла про запуск електропоїзда сполученням Луганськ — Ясинувата.